# Liste der Einträge im National Register of Historic Places im Linn County (Iowa)

Lage des Linn County in Iowa

Die Liste der Einträge im National Register of Historic Places im Linn County in Iowa führt die Bauwerke und historischen Stätten im Linn County auf, die in das National Register of Historic Places aufgenommen wurden.
| NRHP | Historic Place    |
| HD   | Historic District |

| [ 2 ] | Name                                                             | Bild                                                             | Eintragsdatum        | Lage | Ort          | Beschreibung                                                 |
| ----- | ---------------------------------------------------------------- | ---------------------------------------------------------------- | -------------------- | --- | ------------ | ------------------------------------------------------------ |
| 1     | Robert and Esther Armstrong House                                | Robert and Esther Armstrong House                                | 1989 ID-Nr. 89002009 | 370 Southeast 34th Street 41° 59′ 5″ N, 91° 37′ 2″ W | Cedar Rapids |                                                              |
| 2     | Ash Park Historic District                                       | Ash Park Historic District                                       | 1993 ID-Nr. 93000899 | 5th Avenue und 7th Avenue zwischen der 6th Street und der 8th Street 41° 55′ 40″ N, 91° 25′ 15″ W | Mount Vernon |                                                              |
| 3     | Ausadie Building                                                 | Ausadie Building                                                 | 2004 ID-Nr. 04001324 | 845 Southeast 1st Avenue 41° 58′ 59″ N, 91° 39′ 37″ W | Cedar Rapids |                                                              |
| 4     | A.T. Averill House                                               | A.T. Averill House                                               | 1978 ID-Nr. 78001236 | 1120 Southeast 2nd Avenue 41° 59′ 3″ N, 91° 39′ 25″ W | Cedar Rapids |                                                              |
| 5     | Beach School                                                     | Beach School                                                     | 1982 ID-Nr. 82002630 | Nordwestlich von Mount Vernon abseits des U.S. 30 41° 59′ 28″ N, 91° 28′ 45″ W | Mount Vernon |                                                              |
| 6     | Bertram Bridge                                                   |                                                                  | 1998 ID-Nr. 98000531 | Brücke der Ely Street über den Big Creek 41° 57′ 23″ N, 91° 31′ 36″ W | Bertram      |                                                              |
| 7     | Bohemian Commercial Historic District                            | Bohemian Commercial Historic District                            | 2002 ID-Nr. 02001539 | 1000 bis 1300 3rd Southeast Street und die Blöcke 100 bis 200 Southeast 14th Avenue 41° 58′ 10″ N, 91° 38′ 49″ W                                                                                            | Cedar Rapids |                                                              |
| 8     | James W. and Ida G. Bowman House                                 | James W. and Ida G. Bowman House                                 | 2002 ID-Nr. 02001015 | 1372 8th Avenue 42° 2′ 3″ N, 91° 35′ 40″ W | Marion       |                                                              |
| 9     | Braska House                                                     | Braska House                                                     | 1979 ID-Nr. 79000911 | 889 2nd Avenue 42° 1′ 43″ N, 91° 36′ 2″ W | Marion       |                                                              |
| 10    | Luther A. and Elinore T. Brewer House                            | Luther A. and Elinore T. Brewer House                            | 1998 ID-Nr. 98000383 | 847 Southeast 4th Avenue 41° 58′ 51″ N, 91° 39′ 27″ W | Cedar Rapids |                                                              |
| 11    | Brown Apartments                                                 | Brown Apartments                                                 | 2010 ID-Nr. 10000075 | 1234 Southeast 4th Avenue 41° 58′ 57,5″ N, 91° 39′ 17,3″ W | Cedar Rapids |                                                              |
| 12    | Burlington, Cedar Rapids, and Minnesota Railroad: Walker Station | Burlington, Cedar Rapids, and Minnesota Railroad: Walker Station | 1978 ID-Nr. 78001242 | Zwischen Rowley Street und Washington Street 42° 17′ 3″ N, 91° 42′ 52″ W | Walker       |                                                              |
| 13    | C.S.P.S. Hall                                                    | C.S.P.S. Hall                                                    | 1978 ID-Nr. 78001237 | 1105 Southeast 3rd Street 41° 58′ 15″ N, 91° 39′ 31″ W | Cedar Rapids | 1891 errichtetes Gebäude der Czech-Slovak Protective Society |
| 14    | Calder Houses                                                    | Calder Houses                                                    | 1978 ID-Nr. 78001238 | 1214 und 1216 Southeast 2nd Avenue 41° 59′ 4″ N, 91° 39′ 23″ W | Cedar Rapids |                                                              |
| 15    | Cedar Rapids Post Office and Public Building                     | Cedar Rapids Post Office and Public Building                     | 1982 ID-Nr. 82000413 | 305 Southeast 2nd Avenue 41° 58′ 42″ N, 91° 39′ 58″ W | Cedar Rapids |                                                              |
| 16    | Central City Commercial Historic District                        | Central City Commercial Historic District                        | 2003 ID-Nr. 02001027 | 300 und 400 East Main Street, North 4th Street bis Commercial Street 42° 12′ 15″ N, 91° 31′ 28″ W | Central City |                                                              |
| 17    | Chain Lakes Bridge                                               | Chain Lakes Bridge                                               | 1998 ID-Nr. 98000529 | Fußgängerbrücke über den Cedar River 42° 2′ 59″ N, 91° 46′ 32″ W | Hiawatha     |                                                              |
| 18    | Consistory Building No. 2                                        | Consistory Building No. 2                                        | 1998 ID-Nr. 98001327 | 616 A Northeast Avenue 41° 58′ 58″ N, 91° 39′ 52″ W | Cedar Rapids | Auch als Scottish Rite Temple bekannt                        |
| 19    | Cornell College-Mount Vernon Historic District                   | Cornell College-Mount Vernon Historic District                   | 1980 ID-Nr. 80001456 | Abgegrenzt durch die Eisenbahnstrecke, den College Boulevard, die North 10th Street, die North 8th Street, die South 3rd Avenue, die North 2nd Street und die South 4th Street 41° 55′ 34″ N, 91° 25′ 29″ W | Mount Vernon |                                                              |
| 20    | William and Sue Damour House                                     | William and Sue Damour House                                     | 1997 ID-Nr. 96001586 | 1844 Southeast 2nd Avenue 41° 59′ 30″ N, 91° 38′ 38″ W | Cedar Rapids |                                                              |
| 21    | Dewitt-Harman Archeological Site                                 |                                                                  | 2000 ID-Nr. 00001077 | Adresse nicht veröffentlicht | Cedar Rapids |                                                              |
| 22    | George B. Douglas House                                          | George B. Douglas House                                          | 1982 ID-Nr. 82002628 | 800 Southeast 2nd Avenue 41° 58′ 56″ N, 91° 39′ 39″ W | Cedar Rapids |                                                              |
| 23    | Dows Street Historic District                                    | Dows Street Historic District                                    | 2003 ID-Nr. 02001026 | Dows Street zwischen State Street und Main Street 41° 52′ 23,2″ N, 91° 35′ 10″ W | Ely          |                                                              |
| 24    | Ely School House                                                 | Ely School House                                                 | 2006 ID-Nr. 06000859 | 1570 Rowley Street 41° 52′ 17″ N, 91° 35′ 5″ W | Ely          |                                                              |
| 25    | Evans Manufacturing Company Building                             | Evans Manufacturing Company Building                             | 1999 ID-Nr. 99000450 | 301 Southeast 6th Avenue 41° 58′ 32″ N, 91° 39′ 46″ W | Cedar Rapids |                                                              |
| 26    | First Avenue Bridge                                              | First Avenue Bridge                                              | 1998 ID-Nr. 98000530 | Brücke des U.S. 151 über den Cedar River 41° 58′ 36″ N, 91° 40′ 20″ W | Cedar Rapids |                                                              |
| 27    | First Presbyterian Church of Marion, Iowa                        | First Presbyterian Church of Marion, Iowa                        | 1992 ID-Nr. 92000924 | 802 12th Street 42° 2′ 3″ N, 91° 35′ 50″ W | Marion       |                                                              |
| 28    | First Universalist Church of Cedar Rapids                        | First Universalist Church of Cedar Rapids                        | 1978 ID-Nr. 78001239 | 600 Southeast 3rd Avenue 41° 58′ 48″ N, 91° 39′ 44″ W | Cedar Rapids |                                                              |
| 29    | Granger House                                                    | Granger House                                                    | 1976 ID-Nr. 76000781 | 970 10th Street 42° 2′ 9″ N, 91° 35′ 59″ W | Marion       |                                                              |
| 30    | Grant Wood's "Fall Plowing" Rural Historic Landscape District    | Grant Wood's "Fall Plowing" Rural Historic Landscape District    | 2003 ID-Nr. 03000476 | Rund 800 Meter nördlich der Kreuzung von Matsell Lane und Stone City Road 42° 6′ 55″ N, 91° 23′ 20″ W | Viola        |                                                              |
| 31    | Douglas and Charlotte Grant House                                | Douglas and Charlotte Grant House                                | 1988 ID-Nr. 88002145 | 3400 Southeast Adel Street 42° 0′ 42″ N, 91° 37′ 20″ W | Marion       |                                                              |
| 32    | Hamilton Brothers Building                                       | Hamilton Brothers Building                                       | 1994 ID-Nr. 94001098 | 401 Southeast 1st Street 41° 58′ 30″ N, 91° 40′ 2″ W | Cedar Rapids |                                                              |
| 33    | Highwater Rock                                                   | Highwater Rock                                                   | 1977 ID-Nr. 77000535 | Cedar River nahe der 1st Avenue und der Northeast 1st Street 41° 58′ 43″ N, 91° 40′ 19″ W | Cedar Rapids |                                                              |
| 34    | Henek and Mary Horecky Log Cabin                                 |                                                                  | 2000 ID-Nr. 00001078 | Adresse nicht veröffentlicht | Mt. Vernon   |                                                              |
| 35    | Hotel Roosevelt                                                  | Hotel Roosevelt                                                  | 1991 ID-Nr. 91000534 | 200 Northeast 1st Avenue 41° 58′ 45″ N, 91° 40′ 6″ W | Cedar Rapids |                                                              |
| 36    | IANR Railroad Underpass                                          | IANR Railroad Underpass                                          | 1998 ID-Nr. 98000528 | Ely Road 41° 56′ 40″ N, 91° 38′ 12″ W | Cedar Rapids |                                                              |
| 37    | Indian Creek Bridge                                              | Indian Creek Bridge                                              | 1998 ID-Nr. 98000514 | Brücke der Artesian Road über den Indian Creek 41° 58′ 2″ N, 91° 34′ 52″ W | Cedar Rapids |                                                              |
| 38    | Iowa Building                                                    | Iowa Building                                                    | 1983 ID-Nr. 83000385 | 221 Southeast 4th Avenue 41° 58′ 36″ N, 91° 39′ 53″ W | Cedar Rapids |                                                              |
| 39    | Jan F. and Antonie Janko Farmstead District                      | Jan F. and Antonie Janko Farmstead District                      | 2000 ID-Nr. 00001079 | 4021 Vista Road 41° 52′ 25″ N, 91° 36′ 18″ W | Ely          |                                                              |
| 40    | King Memorial Chapel                                             | King Memorial Chapel                                             | 1976 ID-Nr. 76000782 | 600 Southwest First Street 41° 55′ 30″ N, 91° 25′ 25″ W | Mount Vernon |                                                              |
| 41    | Samuel M. Lane House                                             | Samuel M. Lane House                                             | 2002 ID-Nr. 02001014 | 1776 8th Avenue 42° 2′ 3″ N, 91° 35′ 31″ W | Marion       |                                                              |
| 42    | Lattner Auditorium Building                                      | Lattner Auditorium Building                                      | 1983 ID-Nr. 83000386 | 217 Southeast 4th Avenue 41° 58′ 35″ N, 91° 39′ 55″ W | Cedar Rapids |                                                              |
| 43    | Lesinger Block                                                   | Lesinger Block                                                   | 1997 ID-Nr. 97001544 | 1317 Southeast 3rd Street 41° 57′ 46″ N, 91° 39′ 34″ W | Cedar Rapids |                                                              |
| 44    | Lustron Home No. 02102                                           | Lustron Home No. 02102                                           | 2004 ID-Nr. 04000898 | 2009 Southwest Williams Boulevard 41° 58′ 15″ N, 91° 42′ 3″ W | Cedar Rapids |                                                              |
| 45    | Marion Carnegie Public Library                                   | Marion Carnegie Public Library                                   | 1994 ID-Nr. 94000260 | 1298 7th Avenue 42° 2′ 0″ N, 91° 35′ 45″ W | Marion       |                                                              |
| 46    | Marion Commercial Historic District                              | Marion Commercial Historic District                              | 2009 ID-Nr. 09000930 | 560-748 10th Street, 958-1298 7th Avenue, 760-96 11th Street, 766-76 13th Street, 1108 8th Avenue und 969 6th Avenue 42° 2′ 0,1″ N, 91° 35′ 57,5″ W                                                         | Marion       |                                                              |
| 47    | Matsell Bridge                                                   | Matsell Bridge                                                   | 1998 ID-Nr. 98000534 | Brücke der Natsell Park Road über den Wapsipinicon River 42° 7′ 49″ N, 91° 23′ 1″ W | Springville  |                                                              |
| 48    | May's Island Historic District                                   | May's Island Historic District                                   | 1978 ID-Nr. 78001240 | Zwischen der 1st Avenue und der 5th Avenue auf May Island 41° 58′ 54″ N, 91° 40′ 10″ W | Cedar Rapids |                                                              |
| 49    | Joseph P. Mentzer House                                          | Joseph P. Mentzer House                                          | 1982 ID-Nr. 82002629 | 2233 3rd Avenue 42° 1′ 49″ N, 91° 35′ 26″ W | Marion       |                                                              |
| 50    | Josias L. and Elizabeth A. Minor Farmstead District              | Josias L. and Elizabeth A. Minor Farmstead District              | 2000 ID-Nr. 00001080 | 7500 Ely Road 41° 54′ 19″ N, 91° 36′ 51″ W | Ely          |                                                              |
| 51    | Joseph and Clara Amanda H. Moorhead House                        | Joseph and Clara Amanda H. Moorhead House                        | 2000 ID-Nr. 00001081 | 88 Palisades Access Road 41° 51′ 59″ N, 91° 32′ 8″ W | Ely          |                                                              |
| 52    | Mosque Temple                                                    | Mosque Temple                                                    | 1996 ID-Nr. 96000516 | 1335 Northwest 9th Street 41° 59′ 11″ N, 91° 41′ 2″ W | Cedar Rapids |                                                              |
| 53    | Mount Vernon Commercial Historic District                        | Mount Vernon Commercial Historic District                        | 1993 ID-Nr. 93000898 | 1st Street zwischen der 2nd Avenue und der 1st Avenue 41° 55′ 20″ N, 91° 25′ 1″ W | Mount Vernon |                                                              |
| 54    | Notbohm Mill Archaeological District                             |                                                                  | 2000 ID-Nr. 99001383 | Adresse nicht veröffentlicht | Alburnett    |                                                              |
| 55    | Odd Fellows Hall                                                 | Odd Fellows Hall                                                 | 1985 ID-Nr. 85003008 | Troy Mills Road 42° 17′ 20″ N, 91° 40′ 57″ W | Troy Mills   |                                                              |
| 56    | Paramount Theater Building                                       | Paramount Theater Building                                       | 1976 ID-Nr. 76000778 | 121-127 Southeast 3rd Avenue 41° 58′ 36″ N, 91° 40′ 0″ W | Cedar Rapids |                                                              |
| 57    | People’s Savings Bank                                            | People’s Savings Bank                                            | 1978 ID-Nr. 78001241 | 101 Southwest 3rd Avenue 41° 58′ 28″ N, 91° 40′ 18″ W | Cedar Rapids |                                                              |
| 58    | Charles W. and Nellie Perkins House                              | Charles W. and Nellie Perkins House                              | 2002 ID-Nr. 02000456 | 1228 Southeast 3rd Avenue 41° 59′ 2″ N, 91° 39′ 18″ W | Cedar Rapids |                                                              |
| 59    | Podhajsky-Jansa Farmstead District                               | Podhajsky-Jansa Farmstead District                               | 2000 ID-Nr. 00001082 | Hoosier Creek Road 41° 51′ 41″ N, 91° 36′ 30″ W | Ely          |                                                              |
| 60    | Pucker Street Historic District                                  | Pucker Street Historic District                                  | 2002 ID-Nr. 02001013 | Abgegrenzt durch 13th Street, 9th Avenue, 20th Street und 8th Avenue 42° 2′ 3″ N, 91° 35′ 34″ W | Marion       |                                                              |
| 61    | Glenn O. and Lucy O. Pyle House                                  | Glenn O. and Lucy O. Pyle House                                  | 2002 ID-Nr. 02001016 | 1540 8th Avenue 42° 2′ 3″ N, 91° 35′ 35″ W | Marion       |                                                              |
| 62    | Redmond Park-Grande Avenue Historic District                     | Redmond Park-Grande Avenue Historic District                     | 2001 ID-Nr. 01000994 | Abgegrenzt durch den U.S. 151, die 19th Street und die Washington Avenue 41° 59′ 16″ N, 91° 38′ 42″ W | Cedar Rapids |                                                              |
| 63    | St. Paul Methodist Episcopal Church                              | St. Paul Methodist Episcopal Church                              | 1985 ID-Nr. 85001376 | 1340 Southeast 3rd Avenue 41° 59′ 8″ N, 91° 39′ 10″ W | Cedar Rapids |                                                              |
| 64    | Second and Third Avenue Historic District                        |                                                                  | 2000 ID-Nr. 00000926 | 1400 bis 1800 Southeast 2nd Avenue und Southeast 3rd Avenue 41° 59′ 14″ N, 91° 38′ 12″ W | Cedar Rapids |                                                              |
| 65    | Security Building                                                | Security Building                                                | 1977 ID-Nr. 77000536 | 2nd Avenue Ecke Southeast 2nd Street 41° 58′ 40″ N, 91° 40′ 3″ W | Cedar Rapids |                                                              |
| 66    | Seminole Valley Farmstead                                        |                                                                  | 1976 ID-Nr. 76000779 | Westlich von Cedar Rapids 42° 0′ 13″ N, 91° 43′ 38″ W | Cedar Rapids |                                                              |
| 67    | T.M. Sinclair Mansion                                            | T.M. Sinclair Mansion                                            | 1976 ID-Nr. 76000780 | 2160 Southeast Linden Drive 41° 59′ 31″ N, 91° 38′ 19″ W | Cedar Rapids |                                                              |
| 68    | Harrison Stuckslager House                                       | Harrison Stuckslager House                                       | 1979 ID-Nr. 79000910 | 207 North Jackson Street 41° 55′ 25″ N, 91° 23′ 5″ W | Lisbon       |                                                              |
| 69    | Taylor-Van Note                                                  | Taylor-Van Note                                                  | 1985 ID-Nr. 85003009 | 4600 Blairs Ferry Road 42° 2′ 31″ N, 91° 43′ 42″ W | Cedar Rapids |                                                              |
| 70    | Terrace Park Historic District                                   | Terrace Park Historic District                                   | 2006 ID-Nr. 06000953 | Abgegrenzt durch 10th Avenue, 9th Avenue, 11th Street und die Ostseite der 12th Street 42° 2′ 15″ N, 91° 35′ 50″ W                                                                                          | Marion       |                                                              |
| 71    | Torrance House                                                   |                                                                  | 1983 ID-Nr. 83000387 | Südlich von Lisbon 41° 53′ 44″ N, 91° 23′ 48″ W | Lisbon       |                                                              |
| 72    | Upper Paris Bridge                                               | Upper Paris Bridge                                               | 1998 ID-Nr. 98000532 | Brücke der Sutton Road über den Wapsipinicon River 42° 14′ 40″ N, 91° 35′ 4″ W | Coggon       |                                                              |
| 73    | Wesley West House                                                | Wesley West House                                                | 1985 ID-Nr. 85001380 | Palisades Road 41° 55′ 4″ N, 91° 25′ 43″ W | Mount Vernon |                                                              |
| 74    | Whittier Friends Meeting House                                   | Whittier Friends Meeting House                                   | 1993 ID-Nr. 93000653 | Kreuzung der County Roads E34 und X20 42° 5′ 35″ N, 91° 27′ 50″ W | Whittier     |                                                              |
| 75    | Witwer Grocery Company Building                                  | Witwer Grocery Company Building                                  | 1998 ID-Nr. 98000386 | 905 Southeast 3rd Street 41° 58′ 21″ N, 91° 39′ 38″ W | Cedar Rapids |                                                              |
| 76    | Philip A. Wolff House and Carriage House                         | Philip A. Wolff House and Carriage House                         | 1982 ID-Nr. 82000414 | 1420 Northwest Seminole Avenue 41° 58′ 43″ N, 91° 41′ 30″ W | Cedar Rapids |                                                              |

## Frühere Einträge
| [ 2 ] | Name                   | Bild | Eintragsdatum        | Lage                                                                           | Ort          | Beschreibung |
| ----- | ---------------------- | ---- | -------------------- | ------------------------------------------------------------------------------ | ------------ | ------------ |
| 1     | Indian Creek Bridge II |      | 1999 ID-Nr. 98000515 | Brücke der Artesian Road über den Indian Creek 42° 0′ 39,6″ N, 91° 37′ 19,2″ W | Cedar Rapids |              |
| 2     | Mittvatsky House       |      | 2007 ID-Nr. 75000695 | 1035 Southeast 2nd Street                                                      | Cedar Rapids |              |